# ایل بهمئی
ایل بهمئی یکی از ایل‌های قوم لر و از بزرگ‌ترین ایل‌های ایران از لحاظ جمعیت و جغرافیا است. ایل‌ بهمئی از ایل‌های لر بزرگ و ایل‌های باستانی ایران می‌باشد که در جنوب غرب ایران و به‌ طور گسترده در استان‌های خوزستان، کهگیلویه و بویراحمد ساکن هستند. بهمئی‌ها به زبان لری و با گویش بهمئی صحبت می‌کنند.
تاکنون چندین کتاب دربارهٔ تاریخ، فرهنگ و آداب و رسوم مردمان بهمئی به چاپ رسیده است. کتاب «مونوگرافی ایل بهمئی» نوشته نادر افشارنادری، جامعه‌شناس و انسان‌شناس ایرانی، «لرهای ایران: لر بزرگ و لر کوچک» از جواد صفی‌نژاد انسان‌شناس و جغرافی‌دان، «مقاله ایل بهمئی» در نشریه هنر و مردم توسط علی بلوکباشی، مردم‌شناس و پژوهشگر، کتاب «سفرنامه بهمئی و لشکر کشی به طیبی»، به نوشته چارلز نوئل محقق و جهانگرد انگلیسی با ترجمه کاوه بیات، و کتاب «زنان ایل بهمئی» نوشته الویا رسترپو مردم‌شناس کلمبیایی و با ترجمه جلال‌الدین رفیع‌فر از مهم‌ترین آثار دربارهٔ بهمئی‌ها هستند.

## تقسیمات
ایل بهمئی به دو بخش احمدی و مهمدی تقسیم شده است که خود دارای زیر مجموعه‌های بسیاری هستند. 
بهمئی سردسیر را مهمدی و بهمئی گرمسیر را احمدی گویند.
احمدی شامل بیژنی و جلالی است.
 بیژنی از دوازده (۱۲) طایفه بندری، طایفه بتلی، طایفه غیبی، طایفه ویسی، طایفه گهرلی، طایفه شهروئی، طایفه بالیاوی، طایفه بلواسی، طایفه تاکائیدی، طایفه شه مصیری، طایفه مشهدی مهمدی و طایفه ایسوی (یوسفی) تشکیل شده است.
جلالی از چهار (۴) طایفه باولی، طایفه کمبری، طایفه شوسنی (شاه حسینی) و طایفه شه نظری تشکیل شده است.
طایفه‌های سادات وابسته به ایل بهمئی از شش (۶) طایفه سادات عباسی، طایفه سادات میرسالاری، طایفه سادات رضا توفیق، طایفه سادات منگزوری، طایفه سادات بابا احمدی (شیوخ) و طایفه سادات یوسفی تشکیل شده است.
مهمدی از نه (۹) طایفه نریمیسا، طایفه مهمد میسا، طایفه علاءالدینی، طایفه کمایی، طایفه خلیلی، طایفه بناری، طایفه کلاه کج، طایفه نوروزی و طایفه عالی مهمدی تشکیل شده است.
طایفه‌های شش گانه علاءالدینی پر جمعیت ترین طایفه‌های ایل بهمئی به شمار می روند و شامل طایفه‌های میر احمدی، نعمت الهی، خواجه امیری، شیخی، محمدی و قنبری می باشند.
خوانین بهمئی از طایفه نریمیسا می باشند.

## تاریخ
ایل بهمئی یا بهمنی نسب خود را از بهمن شاه دراز دست کیانی - هخامنشی می‌دانند. تمامی طایفه‌های بهمئی نسب خود را از نسل بهمن شاه می‌دانند. علاءالدین بهمن شاه مؤسس خاندان بهمنی خود را از نسل بهمن فرزند اسفندیار معرفی کرده است. در مناطق بهمئی نشین آثار باستانی زیادی از دوره هخامنشی و اشکانی موجود است.
در سال ۶۵۱ میلادی که سلسله ساسانی دچار فروپاشی شد، نجیب‌زادگان درباری لر به سبب در امان ماندن از حمله اعراب و حفظ جان، مال و ناموس خود، به دامنه‌های زاگرس مرکزی و کوهستان‌ها پناه بردند و چون سد محکم و نفوذ ناپذیری در مقابل حمله اعراب ایستادند، در نتیجه هویت و فرهنگ کهن ایرانی خود را حفظ نمودند و آن را به یادگار به نسل‌های بعدی هدیه دادند. قریب به ۷۰۰ سال بعد در انشعاب لر بزرگ در پهنه کهگیلویه بزرگ شعبه ایل بهمئی شکل گرفت. در نتیجه مردم بهمئی از خالص‌ترین نژاد ایرانی _ آریایی و از نجیب‌زادگان حکومتی در سلسله ساسانی بودند که در انشعابات عشایر بزرگ ایران، در پهنه زاگرس مرکزی ریشه دوانده و به بزرگی زاگرس قامت کشیدند.
آثار زیادی دربارهٔ جنگاوری بهمئی‌ها روایت شده است، حسن فسایی در فارسنامه ناصری می‌نویسد:
بهمئی دلیرند که ۱۰ نفر تفنگ چی بهمئی را با ۱۰۰ نفر تفنگ چی بختیاری برابر گرفته‌اند و در وقت جنگ برهنه باشند که چون پاره جامه با گلوله تفنگ در بدن فرورود زخمش کهنه شود.
در دوران حکومت‌‌های مختلف از زمان صفویه تا حضور در جنگ قندهار همراه نادرشاه تا درگیری با حکومت زندیه، همواره مردم بهمئی نقش آفرینی مهمی داشتند.

### جنگ کی کاووس بهمئی ۱۳۰۳
در سال ۱۳۰۳ بهمئی‌ها به رهبری حسین خان بهمئی از سران کمیته قیام سعادت و رهبر جنگ کی کاووس بهمئی در سال ۱۳۰۳ ، همراه با فیلی‌ها، بختیاری‌ها و عرب‌ها علیه حکومت تازه تأسیس پهلوی در عملیاتی به نام کمیته قیام سعادت دست به شورش زدند که در نهایت سران این کمیته ازجمله شیخ خزعل کعبی، غلامرضا خان فیلی و یوسف خان امیر مجاهد همگی در همان سال تسلیم رضا شاه شدند ولی حسین خان بهمئی تا آخر جنگید و در قلعه خود یعنی قلعه نادر در بهبهان همراه با یاران خود در محاصره نیروهای نظامی قرار گرفتند و کشته شدند.

### جنگ ستون بهمئی ۱۳۱۶
یکی از مهمترین درگیری‌های ایل بهمئی با حکومت‌ها مربوط به سال ۱۳۱۶ می‌باشد که در میان مردم بهمئی به جنگ ستون بهمئی یا قیام سال ۱۳۱۶ بهمئی معروف شده است که علیه سیاست رضاشاه و کوچ اجباری عشایر، معروف به تخته قاپو صورت گرفته است. این درگیری از سال ۱۳۱۵ شروع شد و با کشته شدن بیش از ۴۰۰ نظامی و ۲۵۰ نفر از عشایر و در نهایت با کشته شدن خداکرم خان بهمئی معروف به خان طلا و سایر افراد و خانواده‌اش پایان یافت.

### جنگ دشت شیر ۱۳۲۱
این جنگ در سال ۱۳۲۱ در منطقه دشت شیر میداوود علیه حکومت پهلوی و با مشارکت ایل بختیاری و ایل بهمئی صورت گرفت. رهبر نیروهای بختیاری در این جنگ ابوالقاسم خان بختیار و رهبر نیروهای بهمئی سردار خان بهمئی معروف به بوری خان بود.

## جغرافیا
مردم بهمئی بیشتر در استان‌های خوزستان، فارس، بوشهر و کهگیلویه و بویراحمد ساکن هستند به طوری که اکثریت جمعیت شهرستان‌های بهمئی، بهبهان، کهگیلویه، صیدون، باغ‌ملک و رامهرمز بهمئی هستند، همچنین جمعیت قابل توجهی از شهرستان‌های هفتکل، آغاجاری و امیدیه را مردمان این ایل شامل می‌شوند. تعداد زیادی به‌دلیل اشتغال در شهرهای بندر گناوه، دیلم، هندیجان، اهواز و ماهشهر ساکن شده‌اند. در شهرستان ممسنی و مرودشت نیز از دیر باز گروهی از بهمئی‌ها در آنجا زندگی می‌کنند.

## عشایر
پرورش دام
ایل بهمئی و جامعه عشایر سیار کهگیلویه و خوزستان، یک جامعه مولد می‌باشد که با کمترین توقع و امکانات بیشترین تولیدات و بازدهی را دارد. پرورش دام از مهم‌ترین پیشه‌های ایل بهمئی به‌ شمار می‌رود که به‌جهت آن، سالانه هزاران تن گوشت قرمز، انواع فراورده‌های لبنی، پشم گوسفند و موی بز تولید می‌شود.
تولید محصولات کشاورزی و باغی مورد نیاز
بهمئی‌ها در سردسیر و گرمسیر به کشاورزی و باغداری می‌پردازند. محصولات آن‌ها گندم، جو، برنج، حبوبات، سبزی و مرکبات است. زنان در همه کارها با مردان همکاری می‌کنند.
امورات منزل و تولیدات لبنی
تمام کارهای خانه به عهده زن هاست. دختران و زنان ایل هر صبح از کوه و دشت، هیزم سوخت خود را گرد آوری می‌کنند و پس از آن از رودخانه یا چشمه، مشک‌های آب را پر می‌کنند و به پشت می‌گیرند و به چادر می‌آورند. سپس گندم و برنج را در هاون‌های سنگی به نام «سرکو» می‌کوبند و پوست آن‌ها را می‌گیرند. پس از آن آرد را خمیر و چانه می‌کنند و از آن نان می‌پزند. نان را روی ساج‌های فلزی می‌پزند. نخست ساج را روی اجاق جلوی چادر گرم می‌کنند؛ و سپس چانه‌های خمیر را روی «نان بند» پهن می‌نمایند و روی ساج می‌اندازند تا پخته شود. تمام خوراک‌های گوناگون دیگر نیز روی همین اجاق‌های جلوی چادر تهیه می‌شود. نان کلگ از دیگر صنایع غذایی ویژه بهمئی‌ها است که از بلوط درست می‌شود، به این صورت که بلوط‌ها را در سرکو خورد کرده و پس از چند روز که خیسانده شده آن را بر روی توک (تابه) گذاشته تا برشته شود، نان گلگ را به همراه ماست و گوشت استفاده می‌کنند.زنان از شیر انواع لبنیات شامل کره، ماست، کشک، قره قروت، سرشیر و جز آن تهیه می‌کنند. ماست را در مشک‌هایی که به سه‌پایه چوبی متصل است می‌آویزند و آنقدر تکان می‌دهند تا کره و دوغ بدست آید.
صنایع پوستی
مردم ایل از پوست گوسفند به عنوان ظروف و کارهای دیگر استفاده می‌کنند. مواردی که در آن از پوست گوسفند استفاده می‌شود مثل مشک آب، خیگ روغن حیوانی، خیگ ماستینه و کیسهٔ حبوبات و مشک دوغ زنی استفاده می‌کنند. برای تهیهٔ مشک آب پس از تمیز کردن پوست و دوختن قسمت‌های مورد نیاز آن سپس در جفت یا پوست بلوط خیسانده تا محکم شود و بوی آن گرفته شود. برای تهیه مشک دوغ زنی که سخت‌تر از مشک آب است پس از تمیزکردن موهای آن، سپس آن را در آب نمک و دوغ می‌خوابانند و سپس کم‌کم لایهٔ روی آن را می‌تراشند و آن را دود می‌دهند.
طناب بافی
این نوع دست بافته در ایل مصرف زیادی دارد و برای بستن دام، محکم کردن وسایل بر پشت حیوانات و طناب‌های تزئینی از پشم و موی بز استفاده می‌شود. برای هرنوع کاری از طناب ویژه به خود استفاده می‌شود. برای بستن دام از طناب معمولی و برای زین اسب از طناب پهن و برای گردن اسب از طناب چهارگوش و برای بستن دام و شتر از طناب هشت لای بیضی شکل استفاده می‌کنند.

## افراد معروف
معروف‌ ترین خوانین در ایل بهمئی خدا کرم خان بهمئی معروف به خان طلا، رهبر جنگ ستون بهمئی در سال ۱۳۱۶ علیه رضا شاه ، حسین خان بهمئی از سران کمیته قیام سعادت و رهبر جنگ کی کاووس بهمئی در سال ۱۳۰۳ علیه حکومت رضا شاه و همچنین سردار خان بهمئی معروف به بوری خان رهبر نیروهای بهمئی در جنگ دشت شیر در سال ۱۳۲۱ علیه حکومت پهلوی می باشند.محمد علی خان بهمئی به عنوان آخرین ایل‌ بیگ بهمئی شناخته می‌شود که در زمان حکومت پهلوی به مقام ایلخانی رسیده است.
از افراد مشهور ایل بهمئی می‌توان به این افراد اشاره کرد : 
حسین انسان : قهرمان پوکر جهان در سال ۲۰۱۹ 
حیدر بهمنی : مدیر اجرایی ایرانی و مدیر عامل سابق شرکت ملی حفاری ایران
محمدناصر نیکبخت : سیاستمدار ایرانی و استاندار سابق همدان
عبدالله ویسی : سرمربی فوتبال
مهدی محسن نژاد : کشتی گیر تیم ملی کشتی فرنگی
صالح حردانی : بازیکن تیم ملی فوتبال 
صابر حردانی : بازیکن فوتبال 
مجتبی حق دوست : بازیکن فوتبال 
عبدالله ایزدپناه : نماینده سابق مجلس و سیاستمدار ایرانی
امیرحسین نظری : نماینده مجلس و سیاستمدار ایرانی 
شمس الله بهمئی : نماینده سابق مجلس و سیاستمدار ایرانی 
ابراهیم متینیان : نماینده سابق مجلس و سیاستمدار ایرانی 
عادل کلاه کج : بازیکن سابق تیم ملی فوتبال 
احمد رضا محسن نژاد : کشتی گیر و فرنگی کار تیم ملی
عماد رضا محسن نژاد : کشتی گیر و فرنگی کار تیم ملی 
یاسین محسن نژاد : کشتی گیر و فرنگی کار تیم ملی
آریا شفیع دوست : بازیکن تیم فوتبال سپاهان 
ابراهیم پیرامون : مدیر اجرایی ایرانی و مدیر عامل شرکت ملی مناطق نفت خیز جنوب 
و ...

## ریشه نام
ایل بهمئی اسم خود را از اسم جد خود یعنی بهمن شاه کیانی _ هخامنشی گرفته است.
در گذشته بین لرها حرف " ن ' آخر کلمات استفاده نمی‌شده و جای خود را به حرف «ه‍» می‌داد؛ به‌طورمثال کلمه «بکن» شده «بکه» یا «بزن» شده «بزه»، به همین دلیل بهمن شد «بهمه» و سپس به «بهمه ای یا بهمئی» یعنی افرادی از نسل بهمن، تبدیل شده است.

## لباس بهمئی
لباس بهمئی از زیباترین لباس‌های لری و ایرانی است که توسط مردم بهمئی پوشیده می‌شود. این لباس شبیه لباس مردمان ایران باستان به‌ویژه سلسله ساسانیان و هخامنشیان می‌باشد. این لباس ثبت ملی شده است.

## فرهنگ

### کوچ ایل بهمئی
اگر چه در دهه‌های آغازینِ سده حاضر گروه‌های بسیاری از ایل بهمئی نیز همانند سایر ایل‌ها و عشایر ایران یکجانشین شدند، اما هنوز هم بخشی از طایفه‌های ایل بهمئی، کوچ‌رو هستند. کوچ‌روهای بهمئی زمستان را در دشت‌های خوزستان و تابستان را در دشت‌های کهگلویه و بویراحمد به سر می‌برند.

### ضرب‌المثل‌ها
در گویش بهمئی ضرب‌المثل‌های زیادی وجود دارد که برای موقعیت‌های مختلف از آن استفاده می‌شود، از معروف‌ترین ضرب‌المثل‌های این ایل می‌توان به (مار اه پیدن بدش ایا او کرش سوسو کنه)، (داری که خل اوی مه ده راس ابو)، (سرش سر آدمیه)، (قلایه گدن گپ بزن گو گی گی)، (آربز و قلون اگو آل بورت دو سمه دوری) اشاره کرد.

### موسیقی
موسیقی مردم بهمئی شاخه‌ای از موسیقی لری است. این موسیقی به وسیله سازهایی مانند سرنا، کُرنا و کوس و سازهای بادی کوچکتر از سرنا و کرنا نواخته می‌شود. مراسم عروسی در این ایل به این شکل است که همه روستا اعم از زن و مرد، پیر و جوان جمع شده و به شادی با رقص ویژه به این ایل می‌پردازند. تا اواخر دهه هشتاد رسم ترکه زنی و بیت‌خوانی در این جشن‌ها امری رایج بود که به مرور کمرنگ شد. یار یار بهمئی نیز نوعی موسیقی معروف بهمئی است که بسیار پرطرفدار است و به نوعی شناسنامه موسیقی ایل بهمئی شمرده می‌شود.

### باورها
در بین بهمئی‌ها مانند دیگر اقوام، باورهای زیادی وجود دارند که با زندگی مردم عجین شده و تمام کارها و برخوردهای روزمره‌شان، بر اساس همین باورها صورت می‌گیرد. باورها (خرافی یا غیر خرافی) جزئی از فرهنگ هر قوم و منشأ حرکت و نشان دهندهٔ نحوهٔ زندگی افراد هستند.

### عزاداری
در رسومات مردم بهمئی‌ هرگاه کسی از دنیا می‌رود مثل اینکه همهٔ طایفه عضوی از خانواده را از دست داده و ماتم زده می‌شوند. مراسم عزاداری در بین بهمئی‌ها به شکل خاصی برگزار می‌شود و به‌طور تقریبی تمام روستا و طایفه بر سر مزار شخص فوت شده جمع و به سینه‌زنی و عزادارای می‌پردازند، یک خواننده هم به سرود خوانی مشغول می‌شود که در گویش بهمئی به آن خطیر می‌گویند.

## جمعیت
طبق آمار و سر شماری‌های انجام شده، جمعیت ایل بهمئی در کل کشور حدود  ۱ میلیون نفر می‌باشد.
همچنین حدود ۳ هزار خانوار ایل بهمئی در افغانستان زندگی می‌کنند که گفته می‌شود آن‌ها پس از فتح قندهار در زمان نادرشاه آنجا ساکن شدند.

## گویش بهمئی
گویش بهمئی (گویش بهمنی یا بهمه ای) یکی از گویش‌های زبان لری و زبان‌های جنوب غربی ایران است که توسط مردم بهمئی که در مناطق بهمئی‌نشین زندگی می‌کنند به کار برده می‌شود. این گویش از لحاظ واژگان با ایل‌های دیگر متفاوت است. دانشنامه دانش‌نامه بزرگ اسلامی گویش بهمئی را متفاوت از بویراحمدی، کهگیلویه‌ای و ممسنی دانسته است. مردم بهمئی به‌طور عمده بدون نیاز به زبان فارسی در گویش روزمره خود به زندگی می‌پردازند.

### جغرافیا
کهگیلویه و بویراحمد: شهرستان بهمئی، شهرستان کهگیلویه و ...
بوشهر: بندر گناوه، دیلم و ...
فارس: ممسنی، مرودشت و ...
خوزستان: رامهرمز، باغملک، بهبهان، امیدیه، آغاجاری، اهواز، صیدون، هفتکل، هندیجان و ماهشهر

### نمونه واژه‌ها
| لری بهمئی   | فارسی | تلفظ          | توضیحات                                           |
| ----------- | --- | ------------- | ------------------------------------------------- |
| بو          | بابا | bow           |                                                   |
| دی/دای/دا   | دای، مادر | day/dey       |                                                   |
| کَکا/گه گو   | برادر | kaka          |                                                   |
| گو          | برادر | gow           |                                                   |
| دَدَ/دَیَه/دِیَه  | خواهر | daya/dada     |                                                   |
| باوا        | پدربزرگ | bavaa         |                                                   |
| نَنَه         | مادربزرگ | nana          |                                                   |
| تاتَه        | عمو | tata          |                                                   |
| حالو        | خالو_دایی | haloo         |                                                   |
| هُمریش       | همریش (باجناغ) | homrish       |                                                   |
| بنکو/بمکو   | گروه-دسته | bomkoo/bonkoo |                                                   |
| کُر          | پسر | kor           | (کُره که به معنی (بچه مذکر) است از همین ریشه است)  |
| دُوَر         | دختر | dooar         |                                                   |
| جمو         | دوقلو | jmo           |                                                   |
| کاش         | کفش | kash          |                                                   |
| دین         | دنبال، پیرو | din           | کلمه دین در عربی از همین واژه گرفته شده است.      |
| سی          | برای | si            |                                                   |
| سی چه       | برای چه | si che        |                                                   |
| ها          | آره | ha            |                                                   |
| بهر         | سهم | bahr          |                                                   |
| هرپه        | هرگاه | harpa         |                                                   |
| هردمبیل     | قاتی پاتی | hardambil     |                                                   |
| دس نماز     | وضو | das nemaz     |                                                   |
| پساپس       | عقب عقب (پس پس) | pasaapas      |                                                   |
| همی اچنو    | همین‌طور | hamechno      |                                                   |
| تته         | (گهواره | tata          |                                                   |
| گَه          | روز | gah           |                                                   |
| اکنون       | iso |               |                                                   |
| اوسو        | اونوقت | ouso          |                                                   |
| مِن          | داخل | men           |                                                   |
| تو          | اتاق | too           |                                                   |
| پلشت، نشسته | آلوده، پلشت | pelasht       |                                                   |
| جومه        | جامه-پیراهنن | jooma         |                                                   |
| لوقه        | روسری | charghay      |                                                   |
| پتی         | خالی-برهنه | pati          |                                                   |
| گَپو         | بزرگ | gapoo         |                                                   |
| دوال        | کمربند | dooal         |                                                   |
| دشوری       | توالت | dashori       |                                                   |
| گُنج         | زنبور | Gonj          |                                                   |
| بِنگِشت       | گنجشک | bengesht      |                                                   |
| گِلو         | گربه | geloo, gloo   |                                                   |
| مَندیر       | منتظر | mandir        |                                                   |
| تیه         | چشم | tiya          |                                                   |
| نُفت         | دماغ | noft          |                                                   |
| فیر         | دماغ | fir           |                                                   |
| کلیچ        | انگشت | clich         |                                                   |
| کچه         | چونه | kacha         |                                                   |
| بُت          | گلو | bot           |                                                   |
| کَپ          | دهان | kap           |                                                   |
| چیل         | دهان | chil          |                                                   |
| گُرده        | کلیه | Gorda         |                                                   |
| کُم          | شکم | kom           |                                                   |
| گُز          | نیشگون | konjor        |                                                   |
| پِرز         | ذره | perz          |                                                   |
| بَرد         | سنگ | bard          |                                                   |
| صوا         | فردا | savaa         |                                                   |
| دوش         | دیشب | doosh         |                                                   |
| پرندوش      | پریشب | parandoosh    |                                                   |
| دیگ         | دیروز | dig           |                                                   |
| پَرد         | پریروز | parid         |                                                   |
| پسین        | عصر-غروب | pasin         |                                                   |
| وَدَر         | به در -بیرون | vadar         |                                                   |
| سیزه و در   | سیزده به در | siza vadar    |                                                   |
| حولکی       | با عجله | houlaki       |                                                   |
| اَغرض        | ازدستی، به‌عمد | agharazh      |                                                   |
| وَراسی!      | به راستی-جدی! واقعا! | varaasi       |                                                   |
| هیمَه        | هیزم | hima          |                                                   |
| هوار        | صاف (هموار) | hovar         |                                                   |
| حونه        | خانه | hoona         |                                                   |
| بالاحونه    | پشت بام | baalaa hoona  |                                                   |
| رهگه        | محل عبور | rahgah        |                                                   |
| برم         | برکه-گودال بزرگ آب | barm          |                                                   |
| سمَه         | سوراخ | sema          |                                                   |
| کاسه‌پشت     | لاک‌پشت | kaasa posht   |                                                   |
| موری        | مورچه | mouri         |                                                   |
| بق          | قورباغه | ghorbak       |                                                   |
| باهِندَه      | پرنده | bahenda       |                                                   |
| وَرزا        | گاو نر اخته با هیکل ورزیده | varza         |                                                   |
| گووَر        | گودر، گوساله | gooar         |                                                   |
| کاوَه        | بره نر | kaavah        |                                                   |
| کَهرَه        | بزغاله | kahra         |                                                   |
| جولَه/جیلَه   | جوجه تیغی | joola/jila    |                                                   |
| کتو         | سگ | ketoo         |                                                   |
| سه توره     | شغال | satoora       |                                                   |
| گَرگَراک      | آفتاب‌پرست | gargarak      |                                                   |
| لس لسک      | مارمولک، | leslesak      |                                                   |
| کندر        | عنکبوت | kondgor       |                                                   |
| کفولک       | تار عنکبوت | kafolak       |                                                   |
| بال جفتو    | جغد | baljaftoo     |                                                   |
| گندی        | عدس | gendi         |                                                   |
| بُنگ         | بانگ، صدا | bong          |                                                   |
| پَل          | گیسو، گیسوی بافته شده | pal           |                                                   |
| پیاله       | کاسه بزدگ | peyala        |                                                   |
| می‌بریز      | ماهی بریز، ظرفی مانند ماهی تابه | mey beriz     |                                                   |
| رو          | رود | roo           |                                                   |
| رود         | عزیز | rood          | در گویش لری لرستانی روله گفته می‌شود               |
| کول         | شانه | kool          |                                                   |
| گوشتل       | کشتی | goushtil      |                                                   |
| گُند         | بیضه | Gond          |                                                   |
| رم          | موهای زهار | rom           |                                                   |
| پند         | مقعد | pend          |                                                   |
| کند         | باسن | kend          |                                                   |
| خینگ        | ظرفی برای نگهداری روغن | khingh        |                                                   |
| آشپلان      | آب‌کش-تراوش پیاله | troshpla      |                                                   |
| دول         | پارچ | dool          |                                                   |
| دشه         | نخ | dasha         |                                                   |
| تش          | آتش | tash          |                                                   |
| بوی         | ای وای-اوا | booy          |                                                   |
|             | |               |                                                   |
| کلو         | دیوونه | kaloo         |                                                   |
| لوه         | آدم ساده | liva          |                                                   |
| گیزال       | گیج و منگ | gizaal        |                                                   |
| شیتکی       | شوت، گیج و منگ | shitaki       |                                                   |
| آجز         | بی‌حس، خسته | ajez          |                                                   |
| برق         | رعد و برق | bargh         |                                                   |
| رقات        | پشت سرهم | reghaat       |                                                   |
| تلیشه       | تکه باریک از پارچه یا چیزهای دیگر به‌طورمثال استخوان                                                                                           | tlisha        |                                                   |
| خس، خسه     | هست-استخوان | khas          |                                                   |
| دسپلیچی     | دستمالی کردن چیزی | dasploo       |                                                   |
| تنگ         | محکم | tengh         |                                                   |
| سله         | نوعی سبد | salah         |                                                   |
| شپلاک       | سیلی | shapalakh     |                                                   |
| کلم         | شل صفت شده | klom          |                                                   |
| کته         | توده سفتی که روی زخم پس از مدتی ایجاد می‌شود                                                                                                   | kota          |                                                   |
| برن         | ته‌دیگ | bran          | این کلمه از ریشه کروندن یعنی خراشیدن آمده است.    |
| قاتق        | غذایی که با نان خورده می‌شود | ghaatogh      |                                                   |
| گله گله     | جای به جای | gla gla       |                                                   |
| گله         | نوک | gla           |                                                   |
| گمبگل       | دسته گل | gomb gol      |                                                   |
| گمبله       | کوتاه وچاق | gembla        |                                                   |
| مازَه        | منطقه بالا و وسط هر چیز تپه مانند | maazah        |                                                   |
| و فرصت      | آهسته | va frsat      |                                                   |
| وایه        | آرزو | vaaya         |                                                   |
| نها         | جلو | nhaa          |                                                   |
| دیندا       | پشت سر | dindaa        |                                                   |
| رِک          | چوبی که به عنوان حائل زیر شاخه سنگین شده درخت می‌گذارند تا نشکند                                                                               | rek           |                                                   |
| خایه        | تخم | khaya         | هاگ همان خاگ به معنی تخم یا خایه می‌باشد.          |
| کُل          | کوتاه | kol           |                                                   |
| دمری        | دمر-وارونه | damari        |                                                   |
| وهشه        | عطسه | vahsha        |                                                   |
| کشکاور      | خمیازه | Kashkaver     |                                                   |
| ور کردی     | گیر دادی | wer kerdi     |                                                   |
| همدا (هندا) | هم اندازه | homda         |                                                   |
| خُش          | خشک | khos          |                                                   |
| آسره        | ستاره | asera         |                                                   |
| آفری        | مراسم ختم | afari         |                                                   |
| و دُز        | مخفی | panaapala     |                                                   |
| کَرَه         | سنگ چین هاییکه از روی هم انباشتن سنگ‌های کوچک و بزرگ از داخل زمین‌ها و باغ‌ها ایجاد می‌شود و به‌طورمعمول به عنوان مرز زمین‌ها و باغ‌ها استفاده می‌شود | karra         |                                                   |
| مَهلی        | خیلی | mahli         |                                                   |
| یه چنو      | اینقدر | ya chnini     | همراه با نشان دادن چیزی برای مقایسه مانند حجم مشت |
| هور         | ظرفی خورجین مانند بافته شده از نوارهای پارچه‌های مختلف که برای حمل گندم بر روی خر استفاده می‌شد                                                 | hoor          |                                                   |
| پندوم       | ورم | pandoom       |                                                   |
| جِر          | قوز | jer           |                                                   |

بعضی از واژه‌ها به صورت شکسته ادا می‌شوند و در بیشتر موارد حروف صدادار تغییر می‌کنند یعنی به‌طورمثال آ به او و او به‌ای تبدیل می‌شود یا حروفی که در یک کلمه تلفظ آن‌ها کمی مشکل است حذف می‌شوند مانند:
- زونی:زانو
- نون:(نان)
- دس:دست
- چو:چوب
- رَه:راه
- کُه:کوه
- می:مو
- رووهه:روباه
- حونه:خونه
- نخون:ناخن
- آو:آب
- ساز:سبز
- دو:دوغ
- قلا:کلاغ

### جمله‌ها
- لری بهمی یکی اه شاخه یَل زؤن لریه: لری بهمئی یکی از شاخه‌های زبان لریه
- وَری بِرَه درستَه بخُن: پاشو برو درستو بخون
- ینه سی اشا سَدُم: این رو برای شما خریدم.
- بره آو سیم بیا؛ برو و آب برام، بیار
- بره بخاس؛ برو و بخواب
- کو په مه شره اویدی گردیمو: بابا مگه شدی شر گرفتی ما را